# Komptonija
Komptonija (lat. Comptonia) zimzeleni grm s istočne obale Sjeverne Amerike, od južnog Quebeca do sjeverne Georgije. Komptonija je monotipski rod s jednom jedinom vrstom C. peregrina, listopadnim grmom visokim do 1,5 metar (oko 4 stope). Pripada porodici voskovki
Ima aromatične listove i nekada se koristila za čajeve i kao začin.

## Ime
Lišće je aromatično i nalikuje lišću paprati, otuda i naziv slatka paprat.

## Značajke
Comptonia peregrina, obično zvana “slatka paprat”, je uspravan, listopadni grm koji ima jednostavne, uske, sjajne, peraste, duboko urezane, maslinaste do tamnozelene listove (do 4" duge). žućkasto zeleni cvjetovi pojavljuju se u proljeće i daju mjesto zelenkastosmeđim oraščićima poput čičaka. Izvorni grm istočne Sjeverne Amerike koji se najčešće pojavljuje u siromašnim, pjeskovitim ili šljunkovitim, neplodnim tlima, kao što je uz ceste. Fiksira vlastiti dušik.
Ime roda je u čast Henryja Comptona (1632.-1713.), londonskog biskupa, dendrologa i pokrovitelja botanike.

## O uzgoju
Lako se uzgaja na prosječnom, srednjem, dobro dreniranom tlu, na puno sunca do polusjene. Prilagodljiva je, podnosi vlažne uvjete i vjetar (uključujući zaštićena područja morske obale), sušu i širok raspon tala (preferira pjeskovita, ali podnosi siromašna tla). Ne presađuje se dobro. Međutim, nakon što se uspostavi, može se brzo širiti stvarajući kolonije.
Postoji i nekoliko fosilnih vrsta, Comptonia columbiana.

## Slike
- C. peregrina
- Comptonia peregrina, lišće, muški cvjetovi i ženski cvjetovi.
- 'cvjetovi (muški i ženski) Comptonia peregrina. Muški cvijet je mačica iznad. Ženskie je crvena struktura ispod
- C. peregrina